# Podsavezna nogometna liga NP Vinkovci 1968./69.
Prvenstvo se igralo dvokružno. Prvak podsavezne lige je igrao kvalifikacije za Slavonsku nogometnu zonu, dok su posljednje dvije ekipe ispadale u niži rang (Grupno prvenstvo nogometnog podsaveza Vinkovci).

## Tablica
| Mj. | Klub                        | Sus. | Pobj. | Ner. | Por. | GR.    | Bod. |
| --- | --------------------------- | ---- | ----- | ---- | ---- | ------ | ---- |
| 1.  | NK Radnički Županja         | 26   | 17    | 4    | 5    | 117:34 | 38   |
| 2.  | NK Sloga Otok               | 26   | 15    | 4    | 8    | 72:33  | 33   |
| 3.  | NK Lovor Nijemci            | 26   | 14    | 4    | 8    | 83:54  | 32   |
| 4.  | NK Nosteria Nuštar          | 26   | 15    | 1    | 10   | 66:52  | 31   |
| 5.  | NK Bedem Ivankovo           | 26   | 13    | 2    | 11   | 71:58  | 28   |
| 6.  | NK Borac Retkovci           | 26   | 11    | 5    | 10   | 56:54  | 27   |
| 7.  | NK Mladost Cerić            | 26   | 11    | 4    | 11   | 48:45  | 26   |
| 8.  | NK Hajduk Mirko Mirkovci    | 26   | 11    | 4    | 11   | 41:59  | 26   |
| 9.  | NK Jadran Gunja             | 26   | 12    | 1    | 13   | 83:65  | 25   |
| 10. | NK Šokadija Stari Mikanovci | 26   | 11    | 3    | 12   | 46:60  | 23   |
| 11. | NK Zrinski Bošnjaci         | 26   | 10    | 3    | 13   | 64:59  | 23   |
| 12. | NK Meteor Slakovci          | 26   | 11    | 1    | 14   | 47:73  | 23   |
| 13. | NK Partizan Rokovci         | 26   | 6     | 2    | 17   | 46:56  | 15   |
| 14. | LSK Lipovac                 | 26   | 5     | 2    | 19   | 27:136 | 12   |

## Kvalifikacije za Slavonsku nogometnu zonu
22. lipnja 1969.: NK Elektra Osijek - NK Radnički Županja 1:1
29. lipnja 1969.: NK Radnički Županja - NK Požega Slavonska Požega 4:0
6. srpnja 1969.: NK Požega Slavonska Požega - NK Elektra Osijek 1:1
13. srpnja 1969.: NK Radnički Županja - NK Elektra Osijek 2:1
20. srpnja 1969.: NK Požega Slavonska Požega - NK Radnički Županja :
27. srpnja 1969.: NK Elektra Osijek - NK Požega Slavonska Požega :
Promociju u Slavonsku nogometnu zonu je izborio NK Radnički Županja.